# Ujna philippinensis
Ujna philippinensis är en insektsart som beskrevs av Baker 1914. Ujna philippinensis ingår i släktet Ujna och familjen dvärgstritar. Inga underarter finns listade i Catalogue of Life.